# 杜之秩
杜之秩（？年—？年），明末宦官。

## 生平
崇禎甲申年（1644年）初，至居庸關擔任監軍太監，督導守將唐通，二月底李自成農民軍攻至居庸關，唐通領軍出關戰鬥，杜於關內竟於三月六日開居庸關向李投降，導致唐通腹背受敵不得不降；三月十五日杜之秩至北京城外，要求進城向守城太監曹化淳說降，曹未開城門，卻趁夜秘密垂吊籃匡接杜進北京談開城事宜。三月十八李自成部隊由彰義門湧入北京，十九日崇禎帝自縊，明朝滅亡，是為甲申之變。
李自成入京後，罵杜：“背主，當斬！”杜回答：“識天命。”（我知道您是天命所歸），李自成大喜，釋放之秩，並予獎賞。